# Grotte du Chien (Pouzzoles)
Pour les articles homonymes, voir Grotte du Chien.
 (janvier 2018).
Si vous disposez d'ouvrages ou d'articles de référence ou si vous connaissez des sites web de qualité traitant du thème abordé ici, merci de compléter l'article en donnant les références utiles à sa vérifiabilité et en les liant à la section « Notes et références ».
La grotte du Chien (grotta del Cane) est située dans les champs Phlégréens près de Pouzzoles (région de Campanie, Italie), à proximité du lac d'Agnano. Elle est le siège d'émanations toxiques, dues à l'activité volcanique de la région.

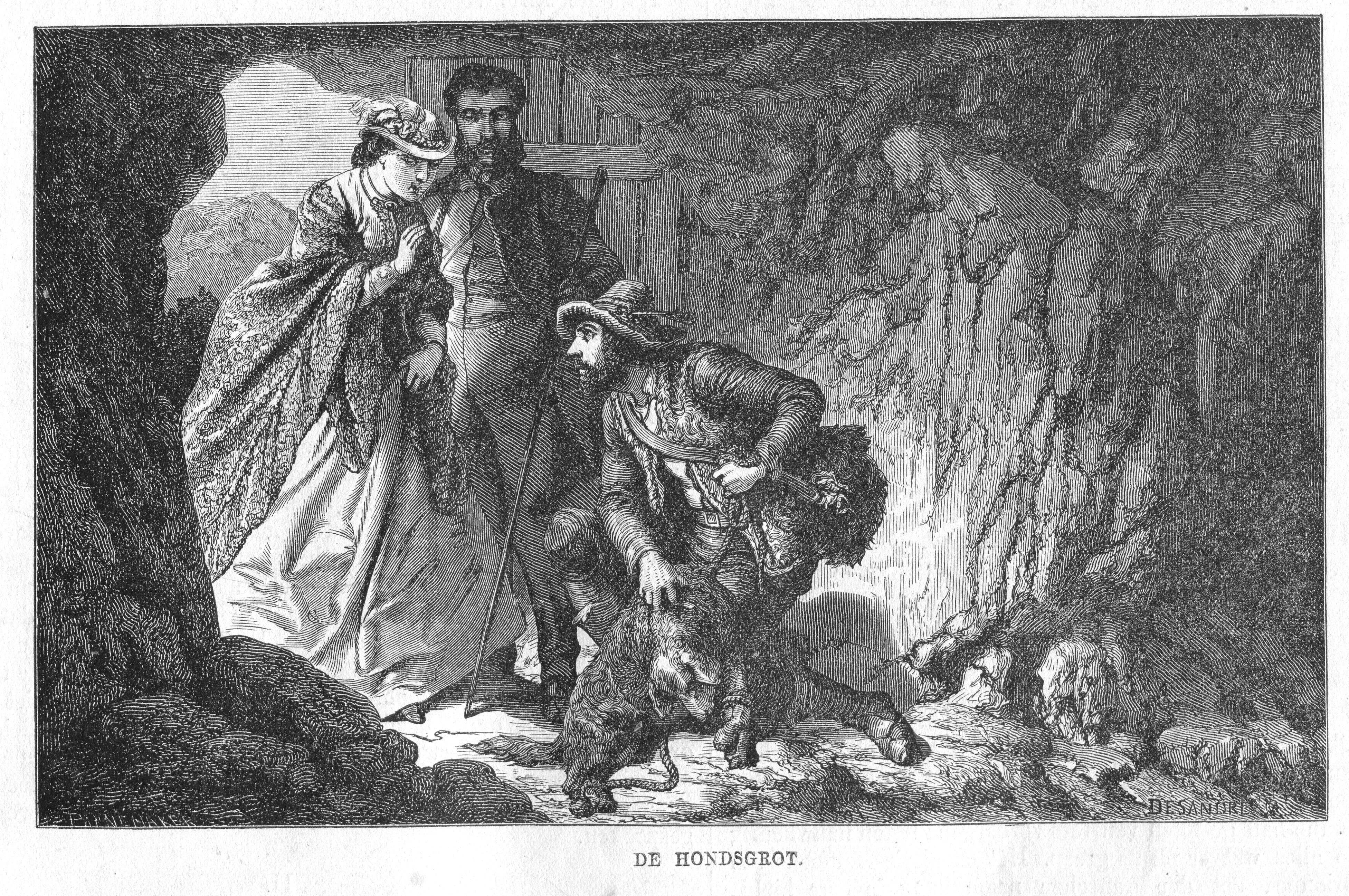
La grotte du Chien par Désandré (1869).

Son nom provient de la coutume d'utiliser un chien pour démontrer la présence de ces émanations. Les vapeurs toxiques, plus denses que l'air (le dioxyde de carbone, composé de carbone et d'oxygène, a une masse molaire de 44, soit près du double de celle de l'air), se trouvent à la surface du sol. Les malheureux chiens perdaient connaissance, et périssaient asphyxiés s'ils n'étaient pas rapidement ramenés à l'air libre. Aujourd'hui, on utilise une bougie allumée qui s'éteint immédiatement au sol.